# Too Much Information (chanson)
Pour les articles homonymes, voir Too Much Information.
Singles de Duran Duran
Come Undone
(1993) Perfect Day
(1995)
Too Much Information est une chanson du groupe anglais Duran Duran, sortie en single en 1993. C'est le troisième extrait de Duran Duran, 7e album studio du groupe également sorti en 1993 et également connu aussi sous le nom de The Wedding Album, pour le différencier de l'autre album éponyme Duran Duran sorti en 1981.

## Historique
Dans cette chanson, le groupe critique certains médias comme MTV, ABC et la British Broadcasting Corporation :
| « Destroyed by MTV, I hate to bite the hand that Feeds me so much information The Pressure's on the screen To sell you things that you don't need It's too much information for me »— Extrait de Too Much Information | « Détruit par MTV, Je déteste cracher dans la soupe qui me gave d'information. La pression vient de l'écran pour vous vendre des choses dont vous n'avez pas besoin, C'est trop d'information pour moi. » — Traduction en français de Too Much Information |

Dans une interview publiée en juillet 1993 dans Super !, Nick Rhodes et Warren Cuccurullo expliqueront qu'il ne s'agit pas forcément d'un règlement de comptes envers MTV mais de signaler la dérive de la chaine : « Les chaînes de télé pensent souvent que les jeunes n'apprécient que la nouveauté. Ces derniers temps, des réseaux comme MTV étaient bloqués sur les groupes de Seattle, Kris Kross, etc. Duran Duran ne rentrait dans aucune de ces catégories. Définitivement considéré comme un groupe des eighties, on doit se battre en permanence pour imposer nos nouvelles chansons. Mais Too Much Information évoque surtout le danger de la surinformation à la télé ».
La chanson met aussi en avant la publicité à outrance dans les médias :
| « So before a COLA manufacturer is sponsoring the war, Here comes the news with LOVE from me to you. »— Extrait de Too Much Information | « Alors avant qu'un fabricant de COLA parraine la guerre, voici les nouvelles préparées avec AMOUR pour vous. » — Traduction en français de Too Much Information |

De plus, Duran Duran égratigne ici le phénomène des boys band, comme les New Kids on the Block, East 17 ou Take That :
| « Turn on the tube, hits you with a groove Advertisin' muzik, we want you to choose it These teeth are white, trainers UltraBrite This band is perfect, just don't scratch the surface. »— Extrait de Too Much Information | « La télé t'assomme au rythme de sa musique de pub que l'on veut de faire avaler. Ces dents sont d'une blancheur ultra-brite. Ce groupe est parfait,ne gratte surtout pas la surface » — Traduction en français de Too Much Information |

## Clip
Le clip est réalisé par Julien Temple. Il est tourné à Santa Monica en Californie. On y voit un humain tenter de sortir d'un écran de télévision. Par ailleurs, le groupe joue sur la future scène de leur tournée de 1993, Dilate Your Mind.

## Liste des titres
| 1. Too Much Information (version album) – 4:56 2. Come Undone (live) – 7:35 - Too Much Information n'est en fait ici par la version album. 1. Too Much Information (version LP) – 4:56 2. First Impression – 4:57 3. Come Undone (FGI Phumpin' Mix) – 8:14 1. Too Much Information (Ben Chapman 12" Instrumental Dub) – 6:00 2. Drowning Man (D:Ream Mix) – 6:29 3. Drowning Man (Ambient Mix) – 6:45 4. Too Much Information (Deptford Dub) – 5:43 1. Too Much Information (version album) – 4:56 2. Drowning Man (D:Ream Mix) – 6:29 3. Too Much Information (Ben Chapman 12" Mix) – 6:18 4. Too Much Information (Deptford Dub) – 5:43 1. Too Much Information (version album) – 3:59 2. Come Undone (12" Mix - Comin' Together) – 7:25 3. Come Undone (live) – 7:35 4. Notorious (live)" – 5:31 | 1. Too Much Information (version album) – 4:56 2. Come Undone (live) – 7:34 3. Notorious (live) – 5:31 4. Too Much Information (Ben Chapman 12" Mix) – 6:19 5. Drowning Man (D:Ream Mix) – 6:20 6. Drowning Man (Ambient Mix) – 6:36 7. Too Much Information (Ben Chapman Instrumental 12" Mix) – 6:00 8. Too Much Information (Deptford Dub) – 5:44 9. Too Much Information (version album) - 3:58 10. Come Undone (12" Mix Comin' Together) – 7:26 1. Too Much Information – 4:56 2. Too Much Information (Techno 7" Remix) – 3:31 3. Drowning Man (D:Reamix) – 6:29 4. Hungry Like the Wolf (live acoustique) – 7:01 1. Too Much Information (Trance 7" mix) – 3:29 2. Too Much Information (4:30 AM Twirl Mix) – 4:21 3. Too Much Information (Club 2 Mix) – 4:14 4. Too Much Information (Unplugged Mix) – 4:16 1. Too Much Information (Trance Mix 12") – 6:12 2. Too Much Information (Trance Instrumental 12") – 6:14 3. Too Much Information (Deptford Dub) – 6:06 4. Too Much Information (Club 2 Mix) – 4:15 1. Too Much Information (Edit) – 3:56 2. Too Much Information (version LP) – 4:52 - Tous les titres live ont été enregistrés à Tower Records à Hollywood le 15 mai 1993. |

## Classements
- Royaume-Uni - UK Singles Chart : 35e
- États-Unis - Billboard Hot 100 : 45e
- États-Unis - Billboard Modern Rock Tracks : 30e
- États-Unis - Billboard Hot Dance Club Play : 17e